# Morse (Luizjana)
Morse – wieś w Stanach Zjednoczonych, w stanie Luizjana, w parafii Acadia.